# Waterloosesteenweg

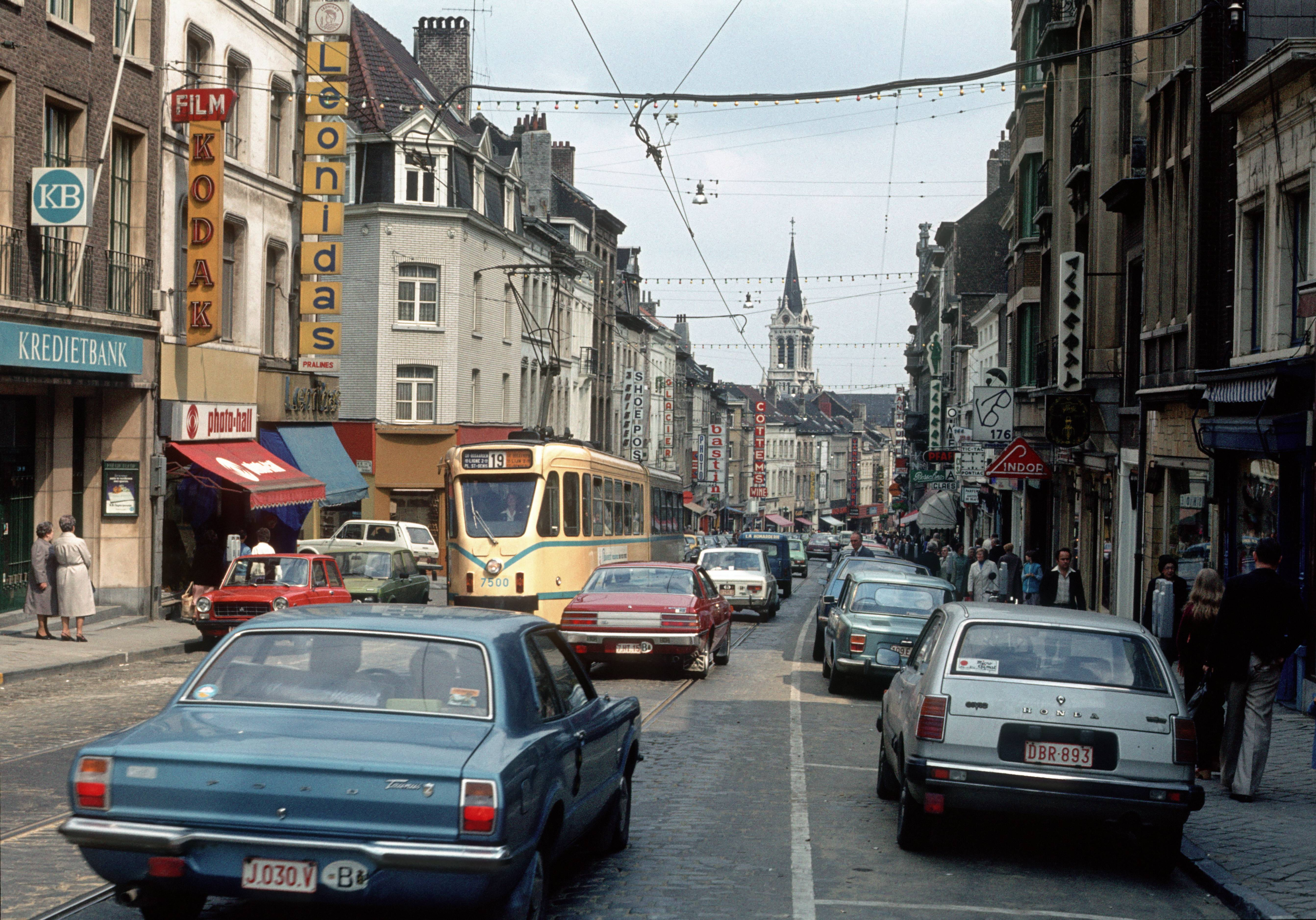
De steenweg in 1980, toen er nog een tram reed.

De Waterloosesteenweg (Frans: chaussée de Waterloo) is een 12,4 kilometer lange verkeersader in Brussel en Sint-Genesius-Rode. De invalsweg vormt het begin van de N5, die vanaf Waterloo de naam Chaussée de Bruxelles krijgt, en verderop Chaussée de Charleroi.
De steenweg begint aan de Hallepoort in Sint-Gillis en loopt verder in zuidoostelijke richting naar Elsene en Ukkel. Vanaf de Bascule gaat de weg zuidwaarts langs het Ter Kamerenbos en het Zoniënwoud, en loopt door Sint-Genesius-Rode tot aan de grens met Waterloo in Wallonië, waar het de Chaussée de Bruxelles wordt.
De huisnummering langs de Waterloosesteenweg is doorlopend genummerd, ondanks het overschrijden van gemeente- en gewestgrenzen. De officiële Nederlandse naam wordt daarentegen anders gespeld langsheen het traject: Waterloose Steenweg in Elsene, Waterlose Steenweg in Ukkel, Waterloosesteenweg in Brussel-stad en Sint-Genesius-Rode, en beide in Sint-Gillis. De Franse naam is overal Chaussée de Waterloo.

## Geschiedenis
Het traject van de Waterloosesteenweg is eeuwenoud. De vele Waalse arbeiders die langs de steenweg in de hoofdstad kwamen werken, bezorgden hem de bijnaam chaussée des Wallons of Waelsche Weg
In de avond van 3 september 1944 verschenen tanks van de Britse Guards Pantserdivisie na een geforceerde opmars op de Waterloosesteenweg. Ze ontmoetten nauwelijks tegenstand en bevrijdden Brussel diezelfde dag nog.

## Wijken en buurten
- Hallepoort
- Bareel
- Ma Campagne
- Bascule
- Groene Jager
- Diesdelle
- Fort Jaco
- Prins van Oranje

## Voetnoten
1. ↑  Langs wegen van steen: Waterloosesteenweg, Brussel Deze Week, 21 augustus 2008
2. ↑  https://inventaris.onroerenderfgoed.be/erfgoedobjecten/126756
3. ↑  28 augustus tot 3 september 1944: Brussel wordt bevrijd, VRT NWS, 29 augustus 2019